# Agnès Godard
Agnès Godard (Dun-sur-Auron, 28 de mayo de 1951) es una directora de fotografía francesa. Fue la primera mujer en ganar el Premio César a la mejor fotografía por Beau Travail, en 2001.

## Biografía
Agnès Godard estudió periodismo y lo ejerció durante varios años antes de dedicarse al cine. Tras reanudar sus estudios de cine en la facultad Censier (desde Nueva Universidad de Sorbona) ingresó en el Instituto de Altos Estudios de Cinematografía de París, donde se graduó en 1980.
Empezó como ayudante de cámara junto a los directores de fotografía Henri Alekan (que tendría gran influencia sobre ella) en el filme El estado de las cosas (1982) de Wim Wenders, y con Robby Müller para la película del mismo director, París, Texas (1984). Pronto se convirtió en operadora de cámara en el largometraje Der Himmel über Berlin (1987, El cielo sobre Berlín), también de Wenders.
Se estrenó como directora de fotografía a las órdenes de Jacques Rivette en Cinéma, de notre temps (1990). Luego pasó a directora de fotografía de la mayoría de las películas de Claire Denis, con quien ha trabajado en la concepción de cada largometraje, tal y como recogió el magazín francés Cahiers du Cinéma, al destacar:  "la complicidad que une a las dos mujeres, [...] como dos hermanas ». También fue habitual en como largometrajes de Catherine Corsini. Y además trabajó con Érick Zonca en La vida soñada de los ángeles y con Claude Berri en Juntos, eso es todo.
En 2001, ganó el César a la mejor fotografía por Beau Travail de Claire Denis, película con varios premios internacionales.
En L'Enfant d'en haut (2012), de Ursula Meier, utilizó por vez primera las cámaras digitales, dado su uso creciente. Asegura que con la tecnología digital "las imágenes no tienen la misma textura,  la carga poética difiere, y en consecuencia, hay que reinventarlas", y también, que el alto nivel técnico que exige es difícil de dominar. Por ello, decidió trabajar con luces adicionales tanto en el campo de la cámara como fuera de la pantalla, con el fin de modular las atmósferas visuales, y crear un enfoque completamente nuevo de la imagen, ya que intentar recrear la textura de la película digitalmente es " una causa perdida. De este modo, convenció a Claire Denis para que pasara al formato digital en su siguiente película, Les Salauds (2013), muy apreciada por los críticos.
En 2021 se hizo con el Premio Honorífico Angénieux ExcelLens otorgando en el Festival de Cannes. Y dos años más tarde, con el  Premio de Honor del Festival Internacional de Cine de Gijón, España.
Su más reciente trabajo ha sido Las hijas del califato (Rabia), ópera prima de Mareike Engelhardt, sobre el viaje de una joven francesa a Siria para unirse al Daesh. La cinta ganó el Premio Ornano-Valenti en el Festival de Cine estadounidense de Deauville, Estados Unidos.
Compaginó el cine con la docencia a los estudiantes de dirección de fotografía  en La CinéFabrique - École Nationale Supérieure de Cinéma, de Lyon, La Femis (Escuela Nacional Superior de Oficios de la Imagen y el Sonido de Francia) y la Escuela de Arte y Diseño de Ginebra, Suiza. (HEAD).

## Filmografía
- 1986 : La Petite Danseuse de 14 ans d'Edgar Degas (court métrage) d'Henri Alekan
- 1991 : Man No Run de Claire Denis (cadre)
- 1990 : Jacques Rivette, le veilleur de Claire Denis, documentaire de la collection « Cinéastes de notre temps »
- 1991 : Keep It for Yourself de Claire Denis
- 1991 : Jacquot de Nantes d'Agnès Varda
- 1992 : Dimanche soir (court métrage) de Solange Martin
- 1992 : L'Absence de Peter Handke
- 1993 : La Vis (court métrage) de Didier Flamand
- 1994 : US Go Home de Claire Denis (téléfilm de la série Tous les garçons et les filles de leur âge)
- 1994 : J'ai pas sommeil de Claire Denis
- 1994 : Le Géographe manuel de Michel Sumpf
- 1996 : Nénette et Boni de Claire Denis
- 1998 : L'Arrière Pays de Jacques Nolot
- 1998 : La Vie rêvée des anges d'Érick Zonca
- 1998 : Il suffirait d'un pont (court métrage) de Solveig Dommartin
- 1999 : La vie ne me fait pas peur de Noémie Lvovsky
- 1999 : La Nouvelle Ève de Catherine Corsini
- 2000 : Beau Travail de Claire Denis
- 2000 : Le Secret de Virginie Wagon
- 2001 : Trouble Every Day de Claire Denis
- 2001 : La Répétition de Catherine Corsini
- 2002 : Ten Minutes Older: The Cello (court métrage) de Bernardo Bertolucci et Claire Denis
- 2002 : Vendredi soir de Claire Denis
- 2002 : Au plus près du paradis de Tonie Marshall
- 2003 : Les Égarés d'André Téchiné
- 2004 : L'Intrus de Claire Denis
- 2004 : Wild Side de Sébastien Lifshitz
- 2005 : Backstage d'Emmanuelle Bercot
- 2005 : Vers Mathilde de Claire Denis
- 2006 : Golden Door d'Emanuele Crialese
- 2007 : Ensemble, c'est tout de Claude Berri
- 2008 : 35 Rhums de Claire Denis
- 2008 : Home (película) d'Ursula Meier
- 2010 : Simon Werner a disparu... de Fabrice Gobert
- 2011 : Où va la nuit de Martin Provost
- 2012 : L'Enfant d'en haut d'Ursula Meier
- 2013 : Tu honoreras ta mère et ta mère de Brigitte Roüan
- 2013 : Les Salauds de Claire Denis
- 2013 : Folies Bergère de Marc Fitoussi
- 2014 : L'Armée du salut d'Abdellah Taïa
- 2014 : La Ritournelle de Marc Fitoussi
- 2015 : The Falling de Carol Morley
- 2016 : When the Day Had No Name de Teona Strugar Mitevska
- 2019 : Une jeunesse dorée d'Eva Ionesco
- 2022 : La Ligne d'Ursula Meier
- 2024 : Rabia/Las hijas del califato d'Mareike Engelhardt

## Distinciones

### Premios
- 2001 :
  - César a la mejor fotografía por Beau Travail
  - Premio de la Sociedad Nacional de Críticos de Cine a la mejor fotografía por Beau Travail
  - Premio Chlotrudis a la mejor fotografía por Beau Travail
- 2004 : Premio Chlotrudis a la mejor fotografía por Vendredi soir
- 2009 : Premio Lumières a la mejor fotografía de Home, ¿dulce hogar?
- 2013 :Premio Especial Cámara 300 d'or « por su contribución al cine mundial[11] » en el Festival de los Hermanos Manaki en Bitola, República de Macedonia
- 2021. Premio Honorífico Angénieux ExcelLens en el Festival de Cannes.[3]
- 2023: Premio de Honor del Festival de Cine de Gijón, España.[8]

### Nominaciones
- 1999 : César a la mejor fotografía por La vida soñada de los ángeles
- 2000 : Premio de Cine Europeo al Mejor Director de Fotografía por Beau Travail
- 2004 : César a la mejor fotografía por Los Perdidos
- 2007 : David di Donatello a la mejor fotografía por Golden Door
- 2009 : César a la mejor fotografía de Hogar
- 2010 : Premio Chlotrudis a la mejor fotografía para 35 rones

### Condecoraciones
- Oficial de la Orden de las Artes y las Letras, .[12]